# Linia kolejowa Genova – Ventimiglia
Linia kolejowa Genua – Ventimiglia – linia kolejowa biegnąca wzdłuż wybrzeża Ligurii, we Włoszech. Oddana została do użytku jako linia jednotorowa między Genuą i Savoną w 1868 roku, a między Savoną i Ventimiglią w 1872.
Linia jest w trakcie rozbudowy, a nawet budowane są nowe odcinki linii, ponieważ często przebiega on przez miejscowości, w których nie ma miejsca dla drugiego toru. Nowa linia zwiększa maksymalną prędkość od 100 do 180 km/h. Linia znajduje się głównie w tunelach: 61 km z 74 km linii między Ospedaletti i Finale Ligure jest pod ziemią, a reszta linii ma podobne rozmiary. Najdłuższy tunel to Caponero-Capoverde (13.135 km). Tunel ten obejmuje nową stację Sanremo.
Nowa linia ma mniej stacji niż stara, pozostawiając niektóre miasta bez dostępu do ruchu kolejowego. Kolejną wadą jest to, że nowa linia biegnie głównie w tunelu i nie oferuje turystom przepięknych widoków na Riwierę Włoską, tak jak to miało miejsce na starej linii.
Od 2007 roku budowane jest 18 kilometrowy odcinek nowej dwutorowej linii (San Lorenzo-Andora) i 32 km jest na etapie planowania (Andora-Finale Ligure).